# Liste der denkmalgeschützten Objekte in Lutzmannsburg
Die Liste der denkmalgeschützten Objekte in Lutzmannsburg enthält die 16 denkmalgeschützten, unbeweglichen Objekte der burgenländischen Gemeinde Lutzmannsburg.

## Denkmäler
| Foto |                 | Denkmal                                                                               | Standort                                            | Beschreibung | Metadaten |
| ---- | --------------- | ------------------------------------------------------------------------------------- | --------------------------------------------------- | --- | --- |
| ja   | Datei hochladen | Figurenbildstock hl. Joseph mit Jesusknaben HERIS-ID: 57205 Objekt-ID: 67027seit 2014 | Bachgasse 2 Standort KG: Lutzmannsburg              | Die Josephssäule am westlichen Ortseingang wurde laut Inschrift 1698 errichtet, trägt aber heute eine neue Figur. | BDA-Hist.: Q38075169 Status: Bescheid Stand der BDA-Liste: 2025-06-30 Name: Figurenbildstock hl. Joseph mit Jesusknaben GstNr.: 7216                                                                    |
| ja   | Datei hochladen | Ehem. Heimatmuseum HERIS-ID: 73347 Objekt-ID: 86635seit 2018                          | Hauptstraße 28 Standort KG: Lutzmannsburg           | | BDA-Hist.: Q105646554 Status: Bescheid Stand der BDA-Liste: 2025-06-30 Name: Heimatmuseum GstNr.: 547, 546, 544/2 Hauptstraße 28, Lutzmannsburg                                                         |
| ja   | Datei hochladen | Pranger HERIS-ID: 73340 Objekt-ID: 86628                                              | bei Hauptstraße 43 Standort KG: Lutzmannsburg       | Der Pranger auf dem Dorfanger besteht aus zwei Kegelstümpfen auf einem achteckigen Sockel. | BDA-Hist.: Q38132523 Status: § 2a Stand der BDA-Liste: 2025-06-30 Name: Pranger GstNr.: 393 |
| ja   | Datei hochladen | Evangelisches Pfarramt HERIS-ID: 73351 Objekt-ID: 86639                               | Hauptstraße 46 Standort KG: Lutzmannsburg           | | BDA-Hist.: Q38132553 Status: § 2a Stand der BDA-Liste: 2025-06-30 Name: Evangelisches Pfarramt GstNr.: 516                                                                                              |
| ja   | Datei hochladen | Evang. Pfarrkirche A.B. HERIS-ID: 47220 Objekt-ID: 49933                              | bei Hauptstraße 59 Standort KG: Lutzmannsburg       | Die klassizistische Kirche mit einem schmächtigen Fassadenturm steht auf dem Dorfanger und wurde 1846 bis 1848 neu errichtet. | BDA-Hist.: Q30339263 Status: § 2a Stand der BDA-Liste: 2025-06-30 Name: Evang. Pfarrkirche A.B. GstNr.: 394 Evangelische Pfarrkirche Lutzmannsburg                                                      |
| ja   | Datei hochladen | Gnadenstuhl HERIS-ID: 57202 Objekt-ID: 67024                                          | gegenüber Hauptstraße 77 Standort KG: Lutzmannsburg | Die Dreifaltigkeitssäule auf dem Dorfanger stammt aus der 1. Hälfte des 18. Jahrhunderts. | BDA-Hist.: Q38075146 Status: § 2a Stand der BDA-Liste: 2025-06-30 Name: Gnadenstuhl GstNr.: 395/1 |
| ja   | Datei hochladen | Evangelisches Gemeindezentrum, ehem. evang. Schule HERIS-ID: 73356 Objekt-ID: 86644   | Hauptstraße 79 Standort KG: Lutzmannsburg           | | BDA-Hist.: Q38132562 Status: § 2a Stand der BDA-Liste: 2025-06-30 Name: Evangelisches Gemeindezentrum, ehem. evang. Schule GstNr.: 75                                                                   |
| ja   | Datei hochladen | Komitatsburg Lutzmannsburg HERIS-ID: 33137 Objekt-ID: 30449                           | Hofstatt Standort KG: Lutzmannsburg                 | Die Komitatsburg war im Frühmittelalter Sitz eines Gespans, verlor aber diese Funktion aber 1263, als das Komitat aufgelöst und das Gebiet zum Komitat Ödenburg geschlagen wurde. Sie wurde um 1300 bei einer Fehde zerstört. Sie ist eine der mächtigsten frühmittelalterlichen Ringwallanlage im ehemals ungarischen Grenzraum, trotz zahlreicher späterer Veränderungen sind die Orte wo sich Umwallungen und der Burggraben befanden, noch gut zu erkennen, vor allem im Bereich der katholischen Pfarrkirche. | BDA-Hist.: Q37950396 Status: Bescheid Stand der BDA-Liste: 2025-06-30 Name: Komitatsburg Lutzmannsburg GstNr.: 5710, 5833, 5834, 5935/1, 5835/2, 5836, 5837, 5839, 5830, 7573, 5832, 5838, 5948/2, 5831 |
| ja   | Datei hochladen | Figurenbildstock hl. Johannes Nepomuk HERIS-ID: 57204 Objekt-ID: 67026                | Hofstatt 1 Standort KG: Lutzmannsburg               | Der Figurenbildstock des hl. Johannes Nepomuk neben dem katholischen Pfarrhof stammt aus der Zeit um 1800. | BDA-Hist.: Q38075157 Status: § 2a Stand der BDA-Liste: 2025-06-30 Name: Figurenbildstock hl. Johannes Nepomuk GstNr.: 5843/1                                                                            |
| ja   | Datei hochladen | Kath. Pfarrkirche hl. Veit und ehem. Friedhof HERIS-ID: 47222 Objekt-ID: 49936        | südwestlich Hofstatt 1 Standort KG: Lutzmannsburg   | Die im Kern mittelalterliche Kirche wurde 1673 barockisiert. Die Kirche hat einen polygonalen Chor aus dem 15. Jahrhundert, dort sowie seitlich am Langhaus befinden sich Strebepfeiler. Der Turm mit steinernem Pyramidenhelm ist im Westen vorgesetzt. | BDA-Hist.: Q15840300 Status: § 2a Stand der BDA-Liste: 2025-06-30 Name: Kath. Pfarrkirche hl. Veit und ehem. Friedhof GstNr.: 5835/2 Katholische Pfarrkirche Lutzmannsburg                              |
| ja   | Datei hochladen | Kapelle Maria Königin HERIS-ID: 47221 Objekt-ID: 49935                                | Hofstatt Standort KG: Lutzmannsburg                 | Die neogotische Kapelle in der Hofstatt wurde 1806 erbaut. | BDA-Hist.: Q38026028 Status: § 2a Stand der BDA-Liste: 2025-06-30 Name: Kapelle Maria Königin GstNr.: 5843/2                                                                                            |
| ja   | Datei hochladen | Torbogen des ehem. Friedhofes HERIS-ID: 73334 Objekt-ID: 86622                        | südwestlich Hofstatt 1 Standort KG: Lutzmannsburg   | Friedhofsportal mit Zinnen | BDA-Hist.: Q63986482 Status: § 2a Stand der BDA-Liste: 2025-06-30 Name: Torbogen des ehem. Friedhofes GstNr.: 5834                                                                                      |
| ja   | Datei hochladen | ehem. Zollamtsgebäude, Polizei HERIS-ID: 57206 Objekt-ID: 67029                       | Thermenstraße 32 Standort KG: Lutzmannsburg         | Das ehemalige Zollamtsgebäude stammt aus der Zeit um 1930. | BDA-Hist.: Q38075179 Status: Bescheid Stand der BDA-Liste: 2025-06-30 Name: ehem. Zollamtsgebäude, Polizei GstNr.: 7273/1                                                                               |
| ja   | Datei hochladen | Gedenkkapelle Franz Krutzler HERIS-ID: 73332 Objekt-ID: 86620                         | Gartengasse Standort KG: Strebersdorf               | | BDA-Hist.: Q38132482 Status: § 2a Stand der BDA-Liste: 2025-06-30 Name: Gedenkkapelle Franz Krutzler GstNr.: 2333                                                                                       |
| ja   | Datei hochladen | Kath. Filialkirche Zur Kreuzerhöhung HERIS-ID: 47319 Objekt-ID: 50226                 | bei Hauptstraße 20 Standort KG: Strebersdorf        | Der neoromanische Saalbau mit schmalem Nordturm wurde 1904 erbaut. Auch die Inneneinrichtung stammt aus der Bauzeit. | BDA-Hist.: Q38026356 Status: § 2a Stand der BDA-Liste: 2025-06-30 Name: Kath. Filialkirche Zur Kreuzerhöhung GstNr.: 62 Kath. Filialkirche Zur Kreuzerhöhung (Strebersdorf)                             |
| ja   | Datei hochladen | Lager und vicus Bernsteinstraße HERIS-ID: 111571 Objekt-ID: 129518seit 2012           | Krautäcker Standort KG: Strebersdorf                | An diesem Abschnitt der Bernsteinstraße befand sich vom 1. bis 4. Jahrhundert ein Militärlager für Kavallerie. Anmerkung: Das römische Lager erstreckte sich über die Gebiete der heutigen Gemeinden Frankenau-Unterpullendorf und Lutzmannsburg. | BDA-Hist.: Q37825044 Status: Bescheid Stand der BDA-Liste: 2025-06-30 Name: Lager und vicus Bernsteinstraße GstNr.: 2501, 2502, 2505, 2507, 2508, 2544, 2545, 2546, 2547, 3088, 3122, 3123, 3124        |